# Alexandr Kolchinski
Alexandr Kolchinski (Kiev, Ucrania, Unión Soviética, 20 de febrero de 1955-ídem, 16 de julio de 2002) fue un deportista soviético especialista en lucha grecorromana donde llegó a ser campeón olímpico en Montreal 1976 y en Moscú 1980.

## Carrera deportiva
En los Juegos Olímpicos de 1976 celebrados en Montreal ganó la medalla de oro en lucha grecorromana de pesos de más de 100 kg, por delante del luchador búlgaro Aleksandar Tomov (plata) y el rumano Roman Codreanu (bronce). Cuatro años después, en las Olimpiadas de Moscú 1980 volvió a ganar el oro en la misma categoría.